# Per Herngren
Per Herngren, född 16 juli 1961 i Strömstad, är en svensk författare. Han arbetar även som tränare i konflikthantering, civilkurage och icke-våld. Herngren har deltagit i plogbillsaktioner och skrivit olika böcker om ickevåld, civil olydnad, samhällsomvandlingar. Han blev 2002 utsedd till Årets folkbildare av tidskriften Fönstret.

## Biografi
Herngren växte upp i förorten Hammarkullen, norr om centrala Göteborg. I hemmet fanns bland annat böcker om Mahatma Gandhi. Hans far Leif Herngren är pastor; han var vapenvägrare och engagerade sig via Vietnamkommittén i kampen mot USA:s krigföring i Vietnam. Far och son Herngren har senare gripits för civil olydnad, i samband med ickevåldsaktioner.

### Arbete med ickevåld
Som 22-åring avtjänade Herngren 1984-1985 femton månader av åtta års fängelstraff i USA. Tillsammans med plogbillsgruppen Pershing Plowshares 'avrustade' – eller enligt åklagaren 'förstörde' – han med smideshammare en Pershing II-raket samt en avfyrningsramp. Deras 'avrustning' av Pershing II-raketen motsvarar, enligt gruppens försvar under rättegången, ungefär tio hiroshimabomber i sprängkraft. 
I slutet av 1980-talet arbetade Herngren med att organisera plogbillsaktioner i Europa. I samband med första Irakkriget, 1991, 'avrustade' eller 'förstörde' han med Plogbillsaktion Gevärsfaktoriet två Carl Gustaf granatgevär samt tre AK 5, på Gevärsfaktoriet i Eskilstuna. 
År 2006 dömdes han till en månads fängelse i Newbury i England för att ha planterat vin och fikonträd inne på kärnvapenanläggningen Atomic Weapons Establishment i Aldermaston. År 2007 hamrade han med Microwave Blivande2 Plogbill på en krigsradar samt på testanläggningen vid Saab Microwave i Mölndal. 

### Ickevåldsträning
Per Herngren har sedan 1985 lett träning i icke-våld och civil olydnad, främst i Europa men även i Centralasien, Latinamerika och Mellanöstern. Under 1990-talet utvecklade han konceptet proaktivt konfliktingripande, för att översätta Mahatma Gandhis ickevåldsträning till konfliktingripandekurser inriktade på samarbetstekniker och konflikthantering inom organisationer och i vardagen samt på arbetsplatser.
2010–2011 var Herngren aktiv med att träna demokratiaktivister i Mellanöstern. Hösten 2010 tränade han demokratiaktivister från Iran. Våren 2011 höll han kurser i den irakiska delen av Kurdistan om civil olydnad och ickevåld. Hösten 2011 ledde han icke-våldskurser vid floden Tigris på gränsen mellan den turkiska delen av Kurdistan och Syrien. Deltagare var demokratiaktivister från Iran, Tunisien, Egypten, Kurdistan, Irak, Syrien och Turkiet.
2015 och 2019 tränade han civilkurage och ickevåld i Kirgizistan. 2017 tränade han tillsammans med ickevåldstränare från Västsahara och 2019 tillsammans med palestinier från Hebron.

### Teorier
Per Herngren lanserade 2005, tillsammans med "plogbillar" från Australien och Europa, begreppet postprotest som han senare teoretiskt utvecklat. 2010 utvecklade han teorin om hur icke-våld och samhällsförändring främst är performativa och rekursiva. Han har i sina texter försökt visa på samband mellan Judith Butlers performativa feminism och sårbarhets-ontologi, Gilles Deleuzes mångfaldigande filosofi och Mahatma Gandhis icke-våld och civila olydnad.

### Författarskap
Herngren debuterade vid 25 års ålder med boken Fånge för fred, som handlade om en brevväxling mellan ungdomar i Rinkeby och författaren. Han är mest känd för Handbok i civil olydnad (1990) som blivit översatt till engelska, polska och sydkurdiska. Herngren har publicerat fjorton böcker.

### Kapitel i antologier
- “Demokratisk pånyttfödelse – om nya beslutsformer”, i Mossige-Norheim, M (red), Fredshandboken, Sveriges Utbildningsradio, 1986.
- “Att starta en Fristadsgrupp” samt “Civil Olydnad” i Herngren, P. Peralta, A & Verdinelli, N (red), Fristadsrörelsens Handbok – Att hjälpa och gömma flyktingar. Göteborg: Angereds Fristadsgrupp, 1988.
- “Vad är Fristadsrörelsen?” i Margherita Zilliacus (red), Flyktingboken, Helsingfors: Folkets Bildningsförbund, 1988.
- “Motståndets väg”, i Jonsson, C & Sahlberg, P-A (red), Hela mitt liv, MKU/Sanctus, 1988.
- “Motståndets väg”, i Mellquist, B m fl (red), Så välj då livet – Vi skapar fred, FS, 1988.
- “Samhällsförändring”, samt “Civil Olydnad”, i Jan Gustafson-Berge m fl (red), Handbok i Vardagsekologi, Informationsbyrån, 1993.
- "Också jag har blod på mina händer" (tillsammans med Jan Nygren), kapitel i Hjärtats språk (redaktör Per-Arne Axelsson och Lennart Hagefors), Libris, Örebro, 1997. ISBN 91-7195-130-X
- “Unga organisationer” fungerande demokrati? Om plogbillsrörelsen”, i Anna Holmgren (red), På jakt efter den demokratiska organisationen, LO Idédebatts skriftserie nr 5, 2002.
- “Ickevåld är att ingripa”, i Annika Persson, Ickevåld minst 13 sätt att göra världen bättre, Ickevåldsfonden, 2010.
- "Vi har pratat med Per Herngren", i Thor Rutgersson, Mirella Pejcic (red), Demokratimodellen Gör din förening livskraftig och inkluderande, Trinambai, 2015.
- "Plogbillsrörelsens demokratiska experiment", kapitel i Leif Ericsson (red) Att samtala fram en ny värld, Ordfront, DemokratiAkademien, 2015.
- "The Tyranny of Structurelessness", i Ingrid Cogne, Marika Hedemyr, (red), Dansbaren The Mob without Flash, Dansbaren, 2016.
- "Kräver demokrati civil olydnad?", i Karin K Flenser, Göran Larsson, Roger Säljö, (red), Känsliga frågor, nödvändiga samtal, Studentlitteratur, 2021. ISBN 9789144137346.